# Lista de autoestradas da Alemanha
Esta é uma lista de auto-estradas da Alemanha. A letra A normalmente precede o número da auto-estrada, mas as placas não incluem o A.

## A 1 a A 9

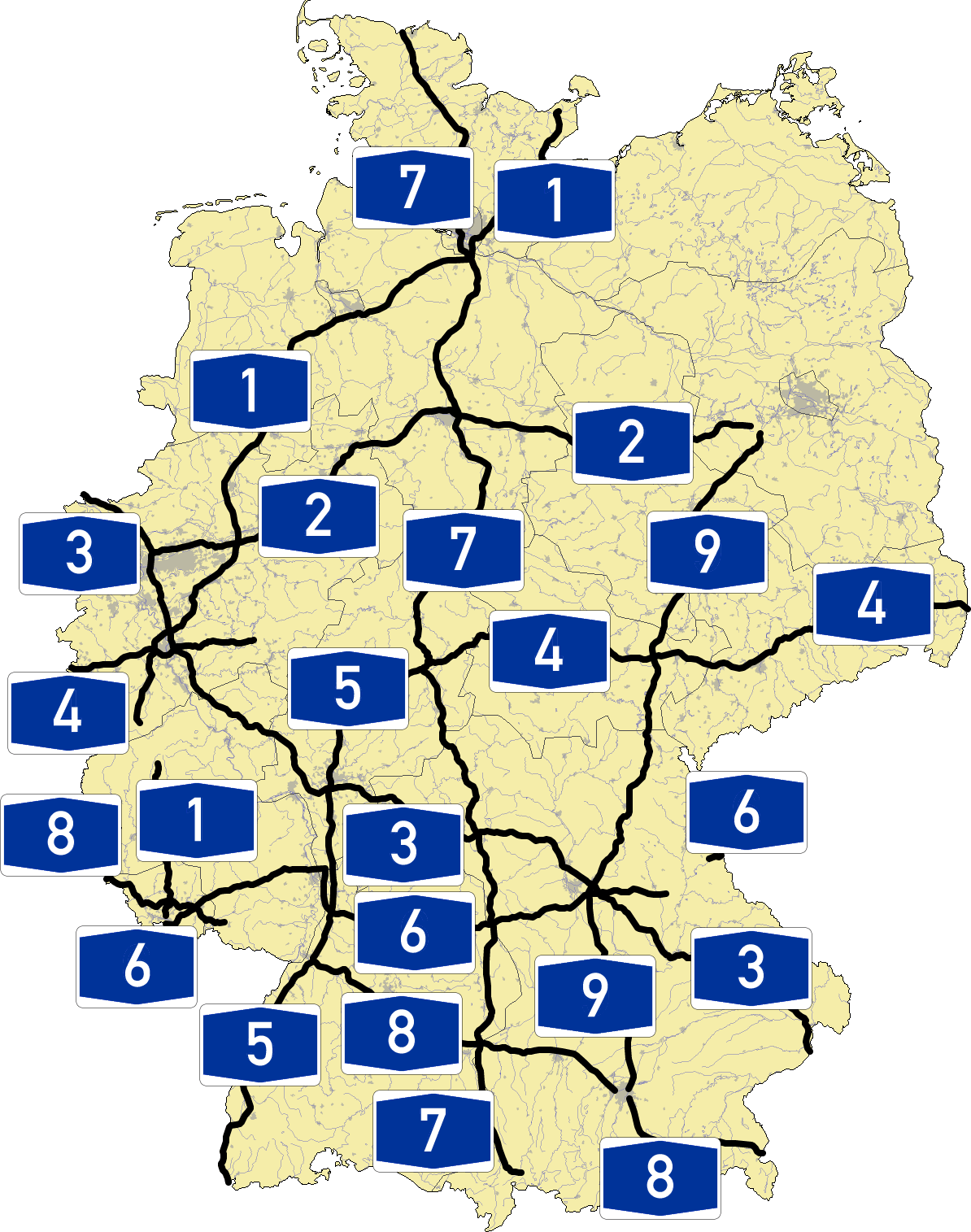
Auto-estradas de 1 a 9

A 1 Hansalinie
730 km
Fehmarn (ilha) - Oldemburgo - Lübeck - Hamburgo - Bremen - Osnabrück - Münster - Dortmund - Leverkusen - Colônia  - Blankenheim - Daun - Trier - Saarbrücken
A 2 Ruhr - Berlin
486 km
(A 3) - Oberhausen - Gelsenkirchen - Dortmund - Bielefeld - Minden - Hanover - Braunschweig - Magdeburg - Werder
A 3
778 km
(Utrecht (Países Baixos) - Arnhem (Países Baixos) -) Elten - Wesel - Oberhausen - Duisburg - Düsseldorf - Leverkusen - Colônia - Wiesbaden - Frankfurt - Würzburg - Nurembergue  - Ratisbona - Passau ( - Linz (Áustria) - Viena (Áustria))
A 4
515 km
(Bruxelas (Bélgica) - Liège (Bélgica) -) Aachen - Colônia - Olpe - Kirchheim - Eisenach - Erfurt - Gera - Chemnitz - Dresden - Görlitz ( - Wrocław (Polônia) - Katowice (Polônia) - Cracóvia (Polônia))
A 5 HaFraBa
445 km
Hattenbach - Frankfurt - Darmstadt - Heidelberg - Karlsruhe -  Freiburg ( - Basileia (Suíça) - Berna (Suíça) / Zurique (Suíça) / St. Gotthard (Suíça))
A 6 Via Carolina
432 km
(Paris (França) - Matz (França) - ) Saarbrücken - Kaiserslautern - Mannheim - Heilbronn -  Nuremberga - Amberg - Waidhaus (- Plzeň (República Checa) - Praga (República Checa))
A 7
935 km
(Aalborg (Dinamarca) - Kolding (Dinamarca) - ) Flensburg - Hamburgo - Hanover - Göttingen - Kassel - Fulda - Würzb urg - Ulm - Füssen (- Reutte (Áustria) - Imst (Áustria))
A 8
497 km (309 mi)
(Luxemburgo (Luxemburgo) - ) Perl - Saarlouis - Pirmasens - Karlsruhe - Stuttgart - Ulm - Augsburg - Munique - (Salzburgo (Áustria) - Villach (Áustria))
A 9
529 km
Potsdam - Leipzig - Bayreuth - Nurembergue - Ingolstadt - Munique